# Borealophlyctis
Borealophlyctis är ett släkte av svampar. Borealophlyctis ingår i familjen Borealophlyctidaceae, ordningen Rhizophlyctidales, klassen Chytridiomycetes, divisionen pisksvampar och riket svampar.
| Borealophlyctis | \| \| Borealophlyctis paxensis \| \| \| \| |
|                 | \| \| Borealophlyctis paxensis \| \| \| \| |
|                 | Borealophlyctis paxensis                   |
|                 |                                            |

|  | Borealophlyctis paxensis |
|  |                          |